# Vilac (Podgorica)
Pour les articles homonymes, voir Vilac.
Vilac (en serbe cyrillique: Вилац) est un village de l'est du Monténégro, dans la municipalité de Podgorica.

## Démographie

### Évolution historique de la population[1]
| 1948 | 1953 | 1961 | 1971 | 1981 | 1991 | 2003 |
| ---- | ---- | ---- | ---- | ---- | ---- | ---- |
| 103  | 99   | 79   | 76   | 51   | 37   | 27   |